# Дирсталкер

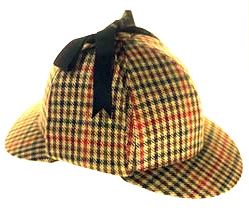
Дирсталкер

Дирста́лкер (англ. deerstalker) — тип англійського головного убору, який носили в сільській місцевості, на полюванні, зокрема, під час полювання оленів (deerstalking) — через що він отримав свою назву. Інші назви — «капелюх мисливця за оленями», fore-and-aft cap («кепка з двома козирками»), tweed helmet («твідовий шолом»). Часто його називають «капелюхом Шерлока Холмса» — завдяки тому, що саме цей головний убір носив знаменитий детектив. Надалі дирсталкер став типовим капелюхом для осіб цієї професії — переважно на карикатурах і в мультфільмах.

## Опис
Дирсталкер частіше за все шиють з легкого або щільного твіду, хоча для нього також використовують велюр, бавовну і навіть денім. Капелюх складається з 6-8 клинів з округлими боками, які зшивають разом. Зазвичай дирсталкер споряджають підкладкою з атласу, бавовни або аналогічних тканин. Відзнакою цього головного убора є два козирки — один попереду, другий позаду. Їх додатково зміцнюють картоном або кількома шарами грубого полотна. Подвійний козирок забезпечує захист обличчя й шиї від сонячного проміння протягом тривалого перебування на відкритому повітрі, наприклад на риболовлі чи полюванні.
Окрім козирків, дирсталкер має два клапани-«навушники» по боках, які скріпляються між собою (під підборіддям чи на маківці) поворозками, тасьмою, але частіше — ґудзиком або кнопкою. Їхнє призначення — захист від вітру й холоду.

## Варіанти
«Ірландський дирсталкер» (Irish deerstalker) має нашивку на переду наголовка. Навушники вужчі і прямі (на відміну від англійських трикутних). Козирки чотирикутні, а не півкруглі.
«Спортивний дирсталкер» (sportsman's deerstalker) замість двох козирків має вузькі криси. Навушники відсутні. Деякі моделі мають тасьму навколо наголовка, зроблену з того ж матеріалу, що й капелюх. Спортивні дирсталкери рідко носять мисливці, але їх найбільш подобають рибалки.
Існують також дирсталкери-трансформери. Його можна вивернути підкладкою назовні, отримавши дирсталкер абсолютно іншого забарвлення і навіть з іншого матеріалу.

## Шерлок Холмс

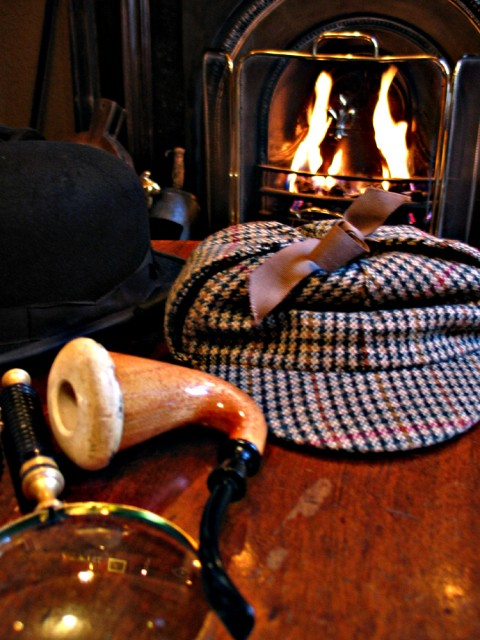
Речі Шерлока Холмса: дирсталкер (праворуч), люлька, лупа

Найчастіше цей головний убір асоціюється з Шерлоком Холмсом, у якого він є неодмінною частиною образу. Проте, Конан Дойл ніде прямо не говорить, що саме носив на голові детектив, лише в оповіданні «Звіздочолий» Ватсон згадує про «його подорожнє кепі з навушниками» (his ear-flapped travelling cap), згадка про «щільно надягнене сукняне кепі» (close-fitting cloth cap) міститься й у «Таємниці Боскомбської долини». Оскільки сповна під ці описи підходив саме дирсталкер, перший ілюстратор оповідань Дойла Сідні Пейджет зобразив Холмса саме в цьому головному уборі. Так само вчинив Фредерік Дорр Стіл у США, разом з іншими ілюстраторами тих часів. З ілюстрацій образ перейшов і до кінематографу («Шерлок Холмс і доктор Ватсон»).
Пізніші художники, не дуже обізнані у тонкощах англійського стилю кінця XIX ст., зображали детектива в дирсталкері навіть у міській обстановці, ігноруючи обставину, що для джентльмена, що дотримується етикету (яким і був Холмс) носити там позаміський капелюх було поганим тоном. Втім, той же Сідні Пейджет зобразив Холмса з дирсталкером в Лондоні, коли він чигає на полковника Себастіана Морана — на ілюстрації до оповідання «Порожній будинок», уперше опублікованого в Strand Magazine у 1904.